# Bildungsplan (Schweiz)
Ein Bildungsplan ist ein Begriff aus dem Schweizer Berufsbildungswesen. Er wird nach Vorgabe der übergeordneten Bildungsverordnung für jeweils einen Beruf erstellt und definiert die im trialen Ausbildungsmodell entstehenden Schnittstellen zwischen den drei Ausbildungspartnern. Das heisst, es wird die Zusammenarbeit von Lehrbetrieb, den überbetrieblichen Kursen (ÜK) sowie den Berufsfachschulen koordiniert.

## Elemente des Bildungsplanes
Der Bildungsplan ist einzelne Teile aufgeteilt. Meist sind dies:
- Teil A  Übersicht und Kompetenzen
- Teil B  Lektionentafel Berufsfachschule
- Teil C  Organisation, Aufteilung und Dauer der überbetrieblichen Kurse
- Teil D  Qualifikationsverfahren
- Teil E  Genehmigung und Inkrafttreten

### Teil A
Hier werden die Kompetenzen und die Ausbildungsziele beschrieben. Dies betrifft einerseits die Fachkompetenz,
andererseits aber auch die Sozial- und Selbstkompetenz, über welche die Lernenden nach Abschluss der Ausbildung verfügen.

### Teil B
Abgeleitet aus der Beschreibung der Ausbildungsziele (Teil A) wird für die Berufsfachschule eine Lektionentafel erstellt.
Darin sind die zu unterrichtenden Fächer sowie die Anzahl Lektionen dazu verbindlich festgeschrieben.

### Teil C
Die überbetrieblichen Kurse werden von den Betrieben finanziert. In diesen Kursen werden fachliche Kompetenzen vermittelt. Die Betriebe schliessen sich sozusagen zu einem Ausbildungsort zusammen.

### Teil D
In diesem Teil werden die Verfahren für die Abschlussprüfung geregelt. Die Abschlussprüfungen sind von Berufsbild zu Berufsbild sehr verschieden, da sich einzelne Ausbildungen modular zusammensetzen. Einzelne Berufe haben erst am Schluss der Ausbildung eine Abschlussprüfung. In anderen Berufen zählt die Summe der bestandenen Module gleichzeitig als Abschluss. In beiden Fällen wird ein Eidgenössisches Fähigkeitszeugnis abgegeben.

### Teil E
Hier wird der gültige gesetzliche Rahmen festgehalten sowie die geltenden Übergangsfristen bestimmt.

## Entstehung eines Bildungsplans
Ein Bildungsplan wird nach Vorgabe der übergeordneten Bildungsverordnung für jeweils einen Beruf erstellt. Unter der Regie der Berufsverbände wird eine Arbeitsgruppe gebildet. In dieser Arbeitsgruppe sind Vertreter der Ausbildungskommission, der Berufsverbände, der Berufsfachschulen eingeladen am Entwurf des Bildungsplanes mitzuarbeiten. Hat der Entwurf eine erste brauchbare Form angenommen wird eine Vernehmlassung durchgeführt.
In dieser Vernehmlassung sind neben den Berufsverbänden etc. auch die zuständigen Berufsbildungsämter miteinbezogen. Nach Abschluss der Vernehmlassung wird von der Arbeitsgruppe versucht, alle Wünsche und Anregungen sowie alle gesetzliche Vorgaben in den Bildungsplan zu integrieren.
Hier setzt dann manchmal auch ein politischer Prozess ein und das Ping-Pong Entwurf / Vernehmlassung kann sich mehrmals wiederholen. Am Schluss liegt es an den zuständigen Berufsbildungsämtern ein Machtwort zu sprechen und die Bildungspläne zu genehmigen bzw. zu verfügen.